# Coulommiers (ser)

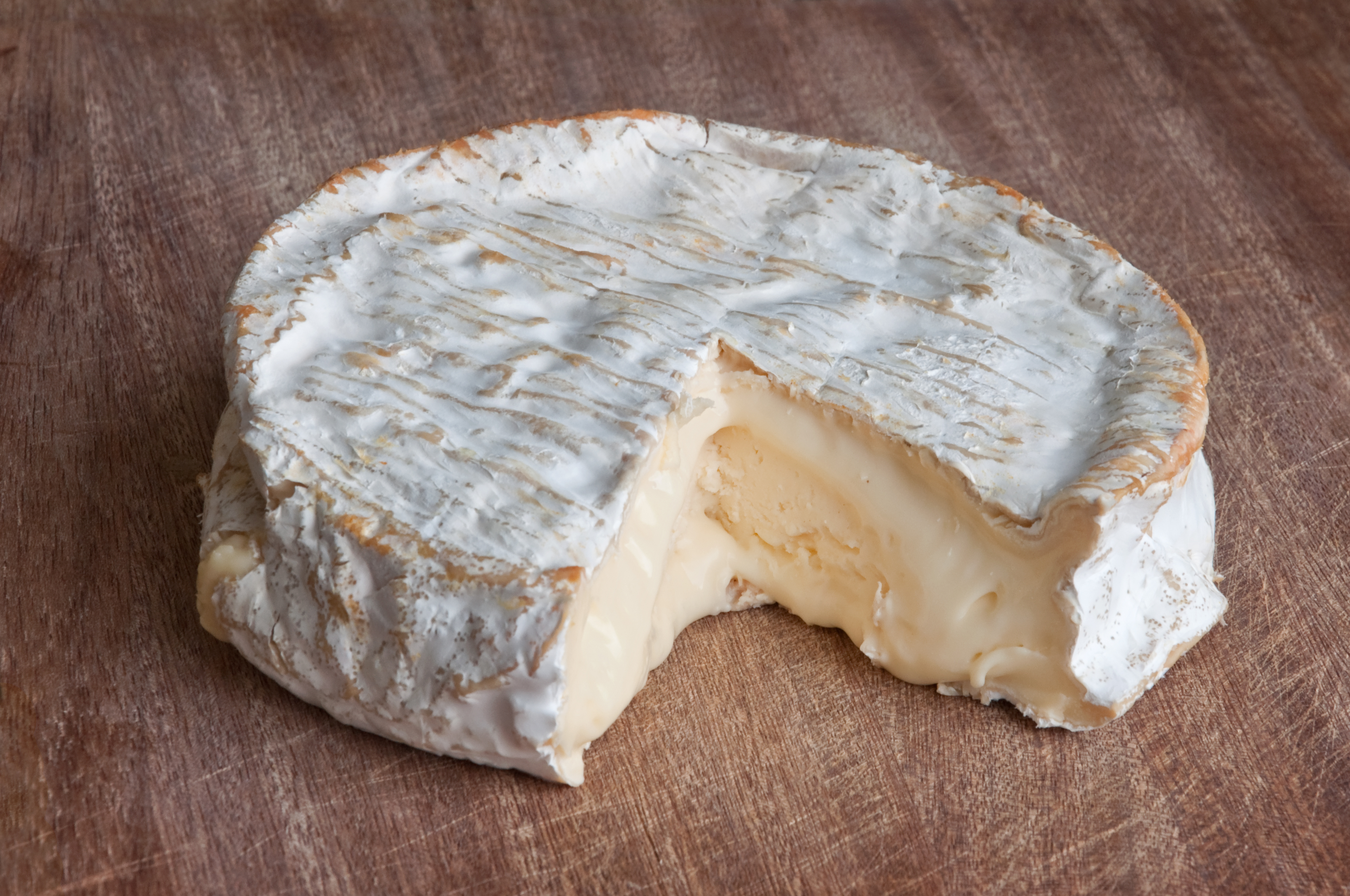
Ser coulommiers.

Coulommiers – odmiana francuskiego miękkiego sera podpuszczkowego, wytwarzanego z krowiego mleka. Zawiera 40-50% tłuszczu w suchej masie.
W smaku ser coulommiers jest dość delikatny, mleczny, lekko grzybowy. Wnętrze twardsze, im bliżej skórki, tym bardziej lejące się. Skórka śnieżnobiała.
Ser produkowany w regionach Île-de-France oraz Szampania-Ardeny.